# Kindsbach

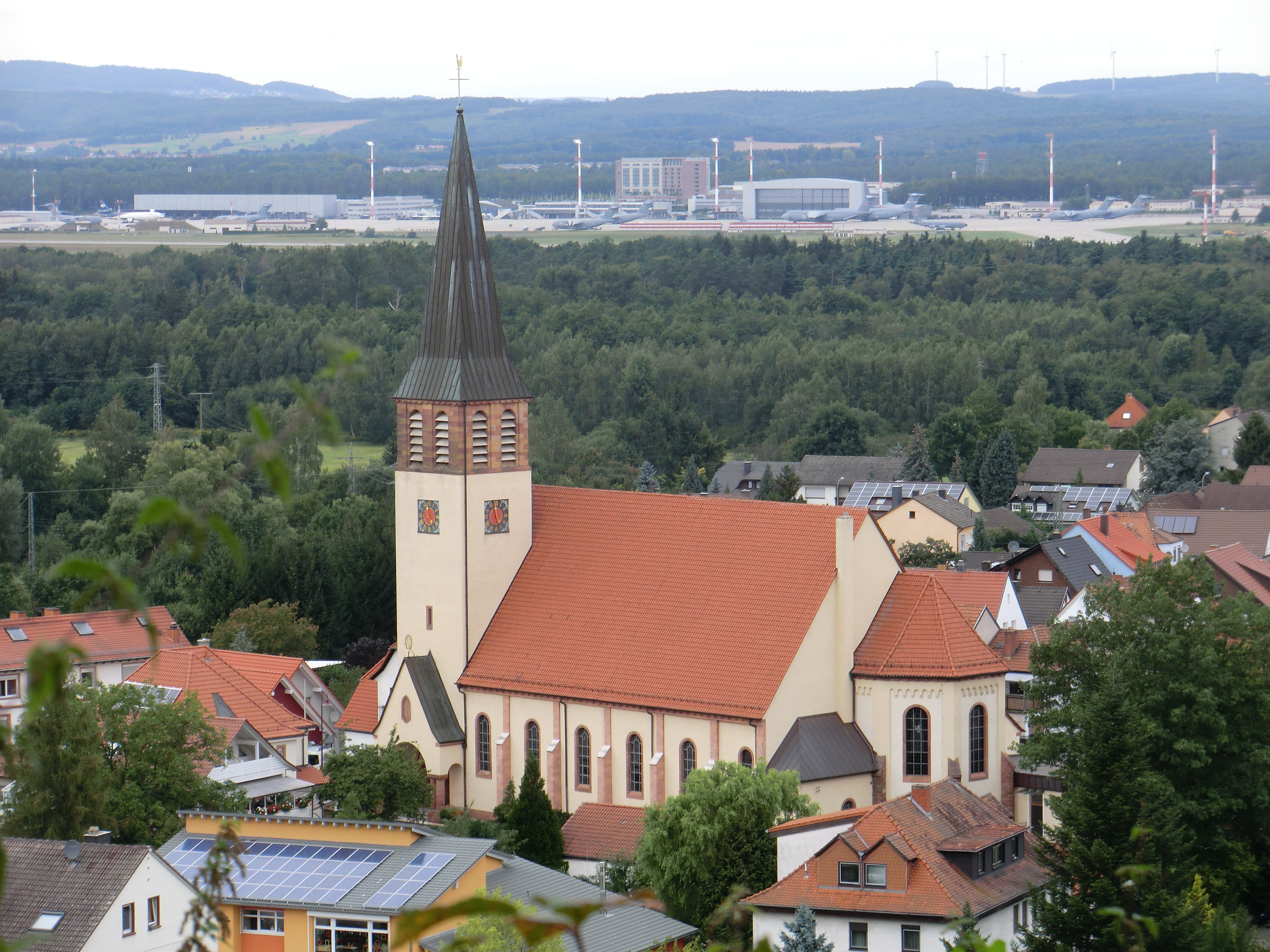
Ortsbild von Kindsbach, im Hintergrund die Ramstein Air Base

Kindsbach ist eine Ortsgemeinde im Landkreis Kaiserslautern in Rheinland-Pfalz. Sie gehört der Verbandsgemeinde Landstuhl an, innerhalb derer sie gemessen an der Einwohnerzahl die viertgrößte, gemessen an der Fläche jedoch die viertkleinste Ortsgemeinde darstellt.

## Geographie
Kindsbach liegt am nordwestlichen Rand des Pfälzerwald zwölf Kilometer westlich von Kaiserslautern. Nördlich erstrecken sich das Landstuhler Bruch, die Westricher Moorniederung und die Sickinger Stufe. Zur Gemeinde gehört zusätzlich der Wohnplatz Am Sandweiher. Nachbargemeinden sind – im Uhrzeigersinn – Ramstein-Miesenbach, Kaiserslautern, Bann und Landstuhl.
Im Nordwesten der Gemeindegemarkung befindet sich außerdem der fünf Hektar große Silbersee, der als Baggersee entstand. Darüber hinaus wird das Siedlungsgebiet vom Kindsbacher Graben durchflossen. Unmittelbar südlich der Bebauung erstrecken sich der Kindsberg und der Bärenlochweiher sowie weiter westlich das Hörnchen. Geologisch dominieren vor Ort die Karlstalschichten.

## Geschichte
Direkt neben der Quelle "Gutenborn" im Wald südwestlich von Kindsbach befinden sich die „Heidenfelsen“ mit Figuren im Hochrelief, die wahrscheinlich aus gallo-römischer Zeit (2.–4. Jahrhundert nach Christus) stammen. Bor-haltiges Quellwasser und die in der Nähe gefundenen Überreste einer Töpferei aus dem gleichen Zeitraum deuten darauf hin, dass das Wasser als Heilwasser angesehen wurde. Eine ähnliche Konstellation ist von der Rosaliengrotte auf dem Hemmaberg bei Globasnitz bekannt.
Kindsbach selbst wurde erstmals urkundlich im Jahre 1265 als Kunigesbach erwähnt.
Das Dorf Kindsbach gehörte bis zum Ende des 18. Jahrhunderts zum sogenannten Großgericht der Herrschaft Landstuhl, das im Besitz der Freiherren von Sickingen der Linie zu Hohenburg war.
Im Jahr 1794 wurde das Linke Rheinufers im Ersten Koalitionskrieg besetzt. Von 1778 bis 1814 gehörte Kindsbach zum Kanton Landstuhl im Departement Donnersberg.
Von 1798 bis 1814, als die Pfalz Teil der Französischen Republik (bis 1804) und anschließend Teil des Napoleonischen Kaiserreichs war, war Steegen in den Kanton Landstuhl im Departement Donnersberg eingegliedert und unterstand der Mairie Landstuhl. Aufgrund der auf dem Wiener Kongress getroffenen Vereinbarungen kam das Gebiet im Juni 1815 zunächst zu Österreich und wurde 1816 auf der Grundlage eines Staatsvertrags an das Königreich Bayern abgetreten. Von 1818 bis 1862 gehörte Kindsbach dem Landkommissariat Homburg an; aus diesem ging das Bezirksamt Homburg hervor.
Da ein Teil des Bezirksamts – einschließlich Homburg selbst – 1920 dem neu geschaffenen Saargebiet zugeschlagen wurde, wechselte der Ort ins neu geschaffene Bezirksamt Kaiserslautern und wurde bis 1938 von einer in Landstuhl ansässigen Bezirksamtsaußenstelle verwaltet. Seit 1939 ist er Bestandteil des Landkreises Kaiserslautern. Nach dem Zweiten Weltkrieg wurde Kindsbach innerhalb der französischen Besatzungszone Teil des damals neu gebildeten Landes Rheinland-Pfalz sowie des Regierungsbezirks Pfalz. Im Zuge der ersten rheinland-pfälzischen Verwaltungsreform wurde der Ort 1972 in die neu geschaffene Verbandsgemeinde Landstuhl eingegliedert.

## Bevölkerung

### Einwohnerentwicklung
Die Entwicklung der Einwohnerzahl von Kindsbach, die Werte von 1871 bis 1987 beruhen auf Volkszählungen:
| Jahr | Einwohner |
| ---- | --------- |
| 1815 | 275       |
| 1835 | 528       |
| 1871 | 566       |
| 1905 | 924       |
| 1939 | 1.792     |
| 1950 | 1.945     |
| 1961 | 2.632     |

| Jahr | Einwohner |
| ---- | --------- |
| 1970 | 2.743     |
| 1987 | 2.413     |
| 1997 | 2.547     |
| 2005 | 2.468     |
| 2011 | 2.403     |
| 2017 | 2.402     |
| 2023 | 2.505     |

### Religion

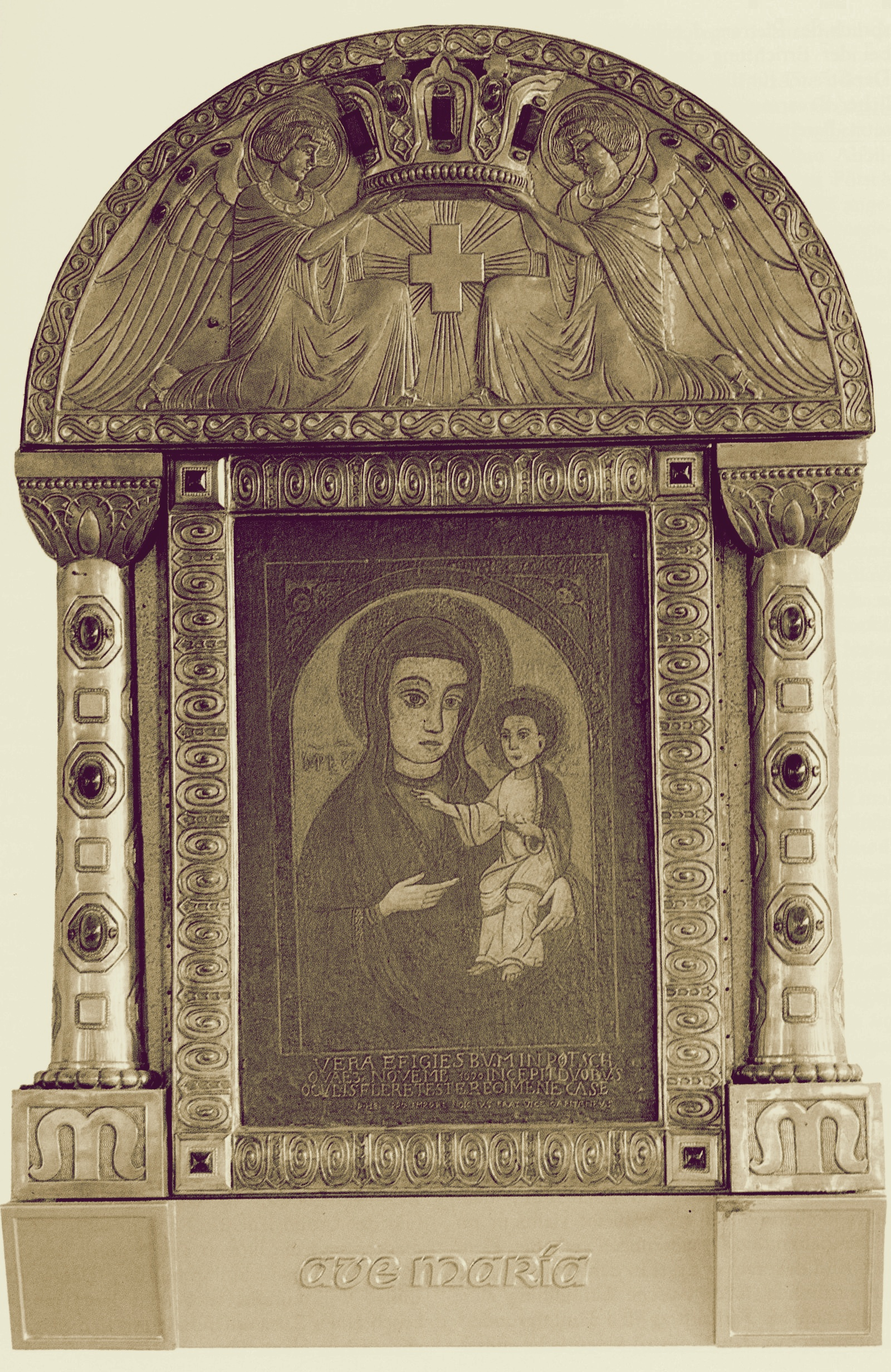
Kindsbacher Gnadenbild mit Jugendstilfassung nach Entwurf von Rudolf von Perignon, 1912

Die Katholiken gehören zum Bistum Speyer und unterstehen dort dem Dekanat Kaiserslautern, die Evangelischen zur Protestantischen Landeskirche Pfalz.
In Kindsbach besteht seit Anfang des 18. Jahrhunderts die Wallfahrt zur Kindsbacher Madonna von Pötsch, einer Kopie der berühmten Weinenden Madonna von Pötsch, im Wiener Stephansdom; Wallfahrtstage sind Mariä Heimsuchung, Mariä Geburt und St. Joseph. Papst Pius VII. gewährte hierfür eigens einen besonderen Ablass. Das Ölbild ist gefasst in einen kostbaren Jugendstilrahmen des Sakralarchitekten Rudolf von Perignon. Zudem befand sich vor Ort einst die Wallfahrtskapelle zu Ehren „Unserer lieben Frau“, die 1916 abgerissen wurde.

## Politik
Bei Bundestagswahlen gehört Kindsbach seit 2002 zum Wahlkreis Pirmasens, davor zum Wahlkreis Kaiserslautern. Bei Landtagswahlen gehört die Gemeinde ab 1991 zum Wahlkreis Kaiserslautern-Land.

### Gemeinderat
Der Gemeinderat in Kindsbach besteht aus 20 Ratsmitgliedern, die bei der Kommunalwahl am 9. Juni 2024 in einer personalisierten Verhältniswahl gewählt wurden, und dem ehrenamtlichen Ortsbürgermeister als Vorsitzendem. Von 2014 bis 2024 gehörten dem Gemeinderat für zwei Wahlperioden nur 16 Ratsmitglieder an, da die Einwohnerzahl vorübergehend unter 2500 gesunken war.
Die Sitzverteilung im Gemeinderat:
| Wahl | SPD | CDU | FWG | Gesamt   |
| ---- | --- | --- | --- | -------- |
| 2024 | 5   | 8   | 7   | 20 Sitze |
| 2019 | 7   | 6   | 3   | 16 Sitze |
| 2014 | 8   | 6   | 2   | 16 Sitze |
| 2009 | 7   | 11  | 2   | 20 Sitze |
| 2004 | 6   | 11  | 3   | 20 Sitze |

- FWG = Freie Wählergruppe Kindsbach e. V.

### Bürgermeister
Michael Müller (FWG) wurde am 28. August 2024 Ortsbürgermeister von Kindsbach. Bei der Direktwahl am 9. Juni 2024 war er als einziger Bewerber mit einem Stimmenanteil von 84,1 % für fünf Jahre gewählt worden.
Müllers Vorgänger Knut Böhlke (SPD) hatte das Amt seit 2009 ausgeübt und kandidierte bei der Wahl 2024 nicht erneut. Dessen Vorgänger war Matthias Donauer (CDU), der zehn Jahre als Ortsbürgermeister amtierte.

### Wappen
| Wappen von Kindsbach | Blasonierung: „Von Rot und Schwarz geteilt, oben eine goldene Königskrone, unten fünf silberne Bollen (Kugeln).“ |
| Wappen von Kindsbach | Wappenbegründung: Die fünf Bollen erinnern an die Zugehörigkeit der Gemeinde zu den Sickingern                   |

### Gemeindepartnerschaft
Die Partnergemeinde ist Grandcamp-Maisy aus der Normandie in Frankreich.

## Kultur und Sehenswürdigkeiten

### Bauwerke
Kulturdenkmäler

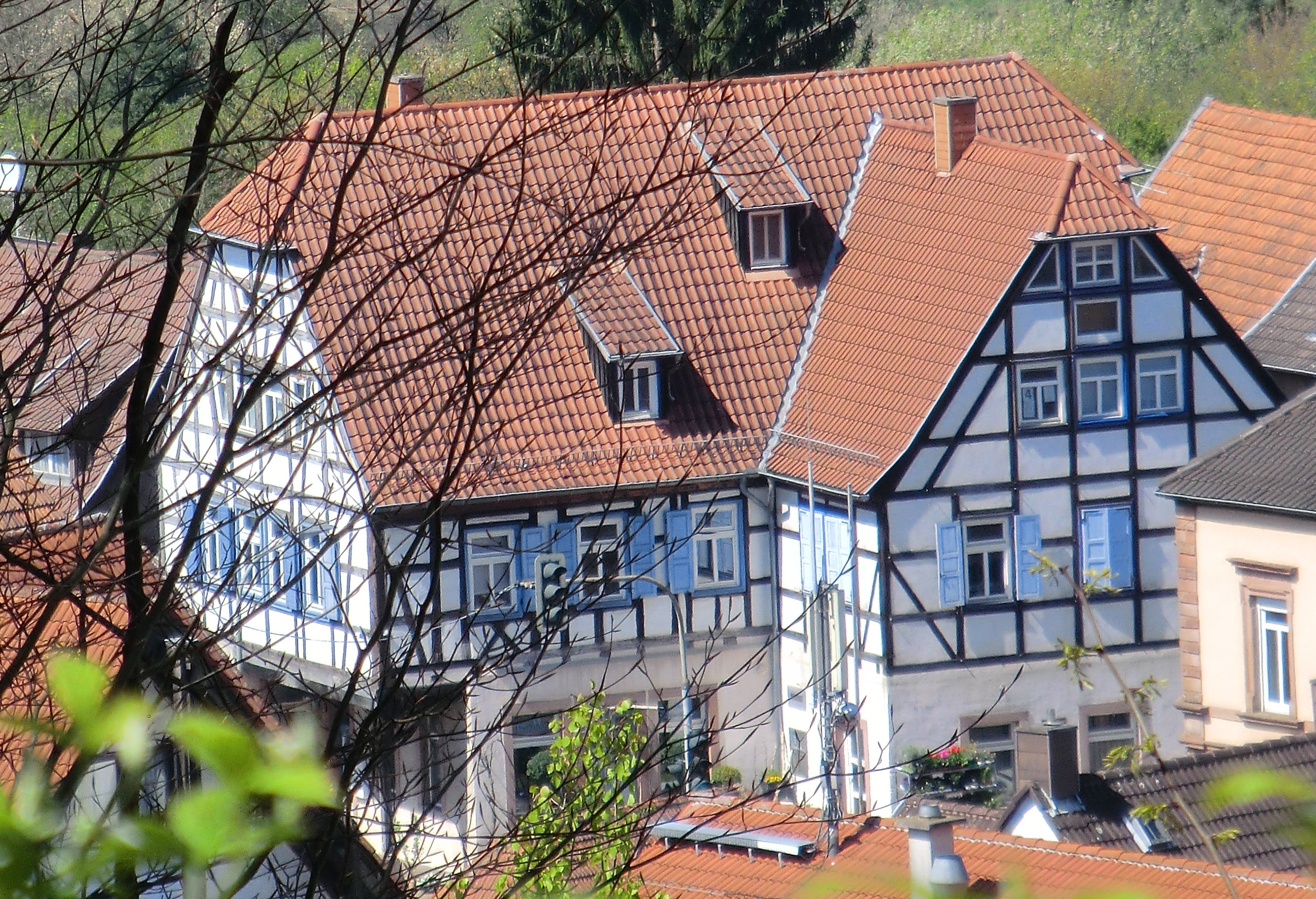
Denkmalgeschütztes Wohn- und Geschäftshaus in der Ortsmitte

Vor Ort existieren insgesamt fünf Objekte, die unter Denkmalschutz stehen, darunter die katholische Kirche Mariä Heimsuchung.
Sonstige Bauwerke
Auf dem Hörnchen befindet sich ein Schlageter-Gedenkstein, der in den 2010er Jahren freigelegt wurde.

### Natur
Das südliche Gemeindegebiet ist Bestandteil des Naturparks Pfälzerwald, der wiederum zum Biosphärenreservat Pfälzer Wald-Vosges du Nord gehört. Auf der Gemarkung von Kindsbach befinden sich insgesamt drei Naturdenkmale, darunter das Bärenloch. Das Naturschutzgebiet Östliche Pfälzer Moorniederung erstreckt sich teilweise über die Gemeindegemarkung.
Zudem ist Kindsbach Hauptverbreitungsort des Herrgottsapfels, alternativ Kindsbacher Apfel genannt. Darüber hinaus befindet sich vor Ort mit dem Geisweiher eine acht Hektar große Urlandschaft, die als solche seit dem 19. Jahrhundert erhalten wird.

### Regelmäßige Veranstaltungen
Ende August findet regelmäßig die Kindsbacher Kerwe statt.

## Wirtschaft und Infrastruktur

### Verkehr
Durch Kindsbach führte die von Napoleon angelegte Kaiserstraße, die vor Ort mit der Landesstraße 395 identisch ist. Die Gemeinde ist durch die A 6 und die nahe Anschlussstelle 13 Ramstein an das Autobahnnetz angebunden.
Der Bahnhof Kindsbach liegt an der Bahnstrecke Mannheim–Saarbrücken und entstand nach 1871; er befindet sich im Nordwesten der Gemeinde. Er wird von den Zügen der S-Bahn RheinNeckar sowie der Regional-Express-Linie RE 60 Kaiserslautern – Saarbrücken bedient und gehört zur Preisklasse 6 an. Die Züge der Bahnstrecke Landstuhl–Kusel, die stets bis Kaiserslautern durchgebunden werden, halten vereinzelt ebenfalls in Kindsbach.
Ein bedeutender Güterkunde war ab den 1920er Jahren das Unternehmen Formsandwerke Ludwigshafen am Rhein, das vor Ort Formsand abbaute und diesen per Seilbahn zum Bahnhof transportierte. Der Öffentliche Personennahverkehr war ab 2000 im Westpfalz-Verkehrsverbund (WVV) organisiert, der seit Sommer 2006 vollständig in den Verkehrsverbund Rhein-Neckar (VRN) integriert ist.

### Organisation
Die Gemeinde gehört zum Gerichtsbezirk des Amtsgerichts Landstuhl.

### Militärische Nutzung und Konversion
Kindsbach ist unter anderem Standort eines zweieinhalb Hektar großen NATO-Bunkers namens Air Defense Operations Center – Kindsbach, alternativ Kindsbach Cave, der 1992 im Rahmen der Konversion bislang militärisch genutzter Flächen für die zivile Nutzung freigegeben wurde.

### Tourismus
Mitten durch das Siedlungsgebiet führt der Sickinger Mühlenradweg, der eine Verbindung mit Thaleischweiler-Fröschen und Ramstein-Miesenbach herstellt. Durch den Süden der Gemarkung führt für ein kurzes Stück der mit einem roten Kreuz markierte Fernwanderweg Franken-Hessen-Kurpfalz.

## Persönlichkeiten

### Ehrenbürger
- Theo Heinz Wilhelm († 2016), ernannt 2015

### Söhne und Töchter der Gemeinde
- Hildegard Kerner (1921–1987), Politikerin (SPD)
- Herbert Schroer (1928–2015), Fußballspieler
- Paul Westrich (* 1947), Insektenkundler
- Peter Immesberger (* 1960), Gewichtheber

### Personen, die vor Ort gewirkt haben
- Rudolf von Perignon, (1880–1959), entwarf für die örtliche Madonna von Pötsch die Jugendstileinfassung aus Metall
- Thomas Reiland (* 1967), Fußballspieler, spielte in seiner Jugend beim örtlichen Fußballverein